# Жан-Лу Кретьєн
Жан-Лу Кретьє́н (фр. Jean-Loup Jacques Marie Chretien, нар. 20 серпня 1938, Ла-Рошель, Франція) — французький космонавт, бригадний генерал, Герой Радянського Союзу (1982). Здійснив вихід у відкритий космос тривалістю 5 годин 57 хвилин, і став першим космонавтом Франції (а також першою людиною не з СРСР або США, яка працювала у відкритому космосі). 108-й космонавт світу. Політ на радянському космічному кораблі «Союз Т-6» та орбітальній станції «Салют-7» (червень, липень 1982), «Союз ТМ-6, -7» і орбітальному комплексі "Мир" (листопад, грудень 1988).

## Біографія

### Військова кар'єра
Народився 20 серпня 1938 в Ла-Рошель у Франції в сім'ї військового моряка. Жан-Лу пішов по стопах батька, обравши військову кар'єру, але замість моря обрав повітря. Навчався у школі у місті Плужен, потім в коледжі "Сан-Шарль" в місті Сан-Брюк. Закінчив ліцей у місті Морлакс. З 1954 року Жан-Лу Кретьєн займається в аероклубі, і в тому ж році вперше піднімається в небо. У 1959 році вступає до збройних сил Франції. А в 1961 році закінчує Французьку повітряну академію і отримує диплом інженера і пілота повітряних суден. Служив льотчиком-винищувачем 5-ї винищувальної ескадрильї, розташованої на півдні Франції, в місті Оранж, де протягом 7 років освоїв польоти на винищувачах "Super-Mystere B2" і "Mirage III". У 1970 році Жан-Лу Кретьєн був зарахований у французьку школу льотчиків-випробувачів "EPNER" (École du personnel navigant d’essais et de réception). Далі він продовжує льотну кар'єру як льотчик-випробувач льотно-випробувального центру в місті Істр, і до 1973 року є керівником випробувань нової моделі французького винищувача "Mirage F-1". У 1977 році бере участь у попередньому відборі в загін французьких астронавтів, але зазнає невдачі. З 1977 по 1980 роки Жан-Лу Кретьєн служить заступником командира південного дивізіону військово-повітряних сил, дислокованого в місті Екс-ан-Прованс. На цій посаді він бере участь в наборі астронавтів у рамках підготовки до радянсько-французького польоту, що проводився Національним центром космічних досліджень. Цього разу Жан-Лу Кретьєн успішно проходить конкурс, і його включають до програми підготовки спільного франко-радянського польоту в космос.

### Перший політ у космос
Претендента на політ за радянсько-французькою програмою "PVH" - "Перший пілотований політ" французи обирали з понад 400 осіб. Пройшовши всі етапи відбору, Кретьєн в 1980 році разом з трьома французькими колегами прибуває в СРСР в підмосковний Центр підготовки космонавтів, де два роки готується до майбутнього польоту. У 1981 році Жан-Лу Кретьєн призначений членом основного екіпажу радянського космічного корабля "Союз Т-6" (командир - полковник Джанібеков Володимир Олександрович, бортінженер Іванченков Олександр Сергійович) як космонавт-дослідник. Перший політ відбувся з 24 червня по 2 липня 1982 року. Жан-Лу Кретьєн полетів на орбітальну станцію "Салют-7" (старт і повернення на космічному кораблі "Союз Т-6"). На четвертому витку пілотований корабель "Союз" пролітав над територією Франції. Для Жан-Лу Кретьєна це стало незабутнім видовищем. Зі спогадів льотчика-космонавта Олександра Іванченкова, двічі Героя Радянського Союзу:
|  | Я його попередив: ось цей виток, зараз пройдемо Африку і будемо пролітати над Францією. Потрібно було бачити його обличчя: він буквально прилип до ілюмінатора. Тут вже йому стало не до експериментів. Він дивився і бачив всю Францію. |

 На орбіті корабель пристикувався до радянської орбітальної станції "Салют-7", де в компанії з Анатолієм Березовим і Валентином Лебедєвим Жан-Лу пропрацював цілий тиждень і провів комплекс спільних робіт. Космонавт-дослідник Жан-Лу Кретьєн виконав ряд французьких експериментів: з вивчення впливу умов космосу на кровообіг і клітини людини. Радянські космонавти Джанібеков Володимир Олександрович, Іванченков Олександр Сергійович і французький астронавт Жан-Лу Кретьєн, пропрацювали в космосі 7 діб, 21 годину та 51 хвилину. Після повернення на Землю французький офіцер став п'ятим громадянином Франції після льотчиків ескадрильї "Нормандія-Німан", удостоєним звання Героя Радянського Союзу. Указом Президії Верховної Ради СРСР від 2 липня 1982 року за мужність і героїзм, проявлені в ході космічного польоту на космічному кораблі "Союз Т-6" та орбітальній станції "Салют-7", громадянин Французької Республіки Жан-Лу Кретьєн удостоєний звання Героя Радянського Союзу з врученням ордена Леніна і медалі "Золота Зірка".
|  | Я був першим французьким астронавтом, який полетів у космос, а в той час усім космонавтам присвоювали звання Героя Радянського Союзу за вдалі польоти. І це була для мене велика честь. |

 - говорить Кретьєн.

### Другий політ у космос
Другий космічний політ французький астронавт Жан-Лу Кретьєн здійснив з 26 листопада по 21 грудня 1988 року на орбітальний комплекс «Мир» як космонавт-дослідник (старт на кораблі «Союз ТМ-7», повернення на кораблі «Союз ТМ-6»). Командиром космічного корабля був Олександр Олександрович Волков, а бортінженером - Сергій Константинович Крикальов. Згідно з програмою польоту, через два дні після старту була проведена стиковка «Союзу ТМ-6» з орбітальною станцією «Мир», де працював екіпаж 3-ї основної експедиції (Титов, Манаров і Поляков). 9 грудня 1988, в ході запланованої програми польоту, Жан-Лу Кретьєн разом з О.О. Волковим здійснили вихід у відкритий космос, під час якого ними була встановлена французька експериментальна конструкція, що розгортається, «ERA» і панель із зразками матеріалів. Пробувши поза кораблем 5 годин 57 хвилин, Жан-Лу Кретьєн став першим астронавтом не з СРСР або США, які працювали у відкритому космосі. Після повернення у грудні 1988 року Жан-Лу Кретьєн отримав генеральський чин.

### Третій політ у космос
Третій політ в космос французький генерал Жан-Лу Кретьєн здійснив з 25 вересня по 6 жовтня 1997 року на американському транспортному космічному кораблі «Атлантіс» за програмою STS-86 ("Мир"-NASA-7).

У серпні 1998 року, досягнувши 60-річного віку, перший французький астронавт покинув національний загін астронавтів і звернувся до офіційних предвтавників США з проханням про надання йому американського громадянства і включення в загін американських астронавтів NASA. Отримавши позитивний результат, Жан-Лу Кретьєн увійшов в колектив Міжнародної космічної станції (International Space Station) в центрі NASA, розташованому в Х'юстоні, штат Техас і працював в NASA до виходу у відставку в листопаді 2001 року.
У вересні 2000 року під час відвідин магазину Home Depot у штаті Техас Кретьєн отримав травми голови, шиї та плечей внаслідок падіння на нього з полиці з висоти понад 3 м 31-кілограмового свердлильного верстата. Внаслідок отриманих каліцтв Кретьєн у листопаді 2001 року пішов у відставку. 2002 року компанія Home Depot виплатила йому грошову компенсацію.

### Пенсія
У 2001 вийшов на пенсію. Залишивши кар'єру астронавта, він спочатку став віце-президентом компанії Tietronix Software Inc. А в 2002 заснував Tietronix Optics, що спеціалізується на розробці та виготовленні високотехнологічної продукції. У цей час перший космонавт Франції є президентом двох французьких організацій Eclipse Aero і Pilote Professionnel, що займаються питаннями розвитку космічної інженерії та можливостей освоєння космосу людиною. Він також є членом Асоціації європейських аеронавтів та Асоціації освоєння космосу, а також французької Повітряно-космічної академії, Міжнародної академії аеронавтики і американського Інституту аеронавтики. Перебуваючи на пенсії, Жан Лу Кретьєн веде активний спосіб життя: займається спортом, багато подорожує. У 2009 році він підкорив Еверест: пройшов 6000 метрів, не дійшовши до самої вершини. У 2010 році Жан-Лу Кретьєн отримав звання почесного президента Незалежного інституту практичного використання результатів космічних і супутникових досліджень.

## Нагороди
Протягом життя, Жан-Лу Кретьєн був нагороджений орденом Леніна, орденом Трудового Червоного Прапора, російською медаллю "За заслуги в освоєнні космосу" та медаллю NASA. У Франції він отримав наступні нагороди: знак Командора Ордена Почесного легіону, орден "За заслуги". Жан-Лу Кретьєн є почесним громадянином міста Аркалик (Казахстан).